# Colgate Series Championships 1977
Colgate Series Championships 1977 — жіночий тенісний турнір, що проходив на відкритих кортах з твердим покриттям Mission Hills Country Club у Палм-Спрінгз (США). Завершальний турнір Світової чемпіонської серії Вірджинії Слімс 1977. Турнір відбувся вперше і тривав з 1 до 6 листопада 1977 року. На цей турнір кваліфікувались вісім гравчинь і чотири пари, що набрали найбільше очок у рамках Colgate Series. Перша сіяна Кріс Еверт здобула титул в одиночному розряді й отримала 75 тис. доларів США. Це був турнір з найбільшим призовим фондом серед жіночих турнірів на той час - 250 тис. доларів США.

## Фінальна частина

### Одиночний розряд
Кріс Еверт —  Біллі Джин Кінг 6–2, 6–2

### Парний розряд
Франсуаза Дюрр /  Вірджинія Вейд —  Гелен Гурлей Cawley /  Джоанн Расселл 6–1, 4–6, 6–4

## Розподіл призових грошей
| Дисципліна       | П       | Ф       | 3-тє    | 4-те    | 5-те   | 6-те   | 7-ме   | 8-ме   |
| Одиночний розряд | $75,000 | $40,000 | $20,000 | $15,000 | $9,000 | $9,000 | $9,000 | $9,000 |
| Парний розряд    | $30,000 | $16,000 | $10,000 | $7,000  | NA     | NA     | NA     | NA     |